# 阿方索二世·埃斯特
阿方索二世·埃斯特（義大利語：Alfonso II d'Este，1533年11月22日—1597年10月27日），費拉拉公爵、摩德納和雷焦公爵，1559年至1597年在位。

## 婚姻
1558年，阿方索和佛羅倫斯公爵科西莫一世的女兒盧克蕾齊亞結婚，兩人沒有子女。
盧克蕾齊亞於1561年去世。1565年，阿方索和奧地利的芭芭拉結婚，兩人沒有子女。
芭芭拉於1572年去世。1579年，阿方索和古列爾莫·貢扎加的女兒瑪格麗塔結婚，兩人沒有子女。